# Yang Fang
Yang Fang (1770–1846) fue un general y diplomático Han durante la dinastía Qing (1644–1911). Nacido en Songtao, provincia de Guizhou (en la actualidad Songtao Miao), se unió al ejército cuando era joven y se convirtió en secretario. Llamó la atención del general Yang Yuchun (楊 遇春 / 杨 遇春 1760 -- 1837), quien lo recomendó para la escuela militar.

## Carrera
Después de completar su entrenamiento militar, Yang estuvo involucrado en la represión de la Rebelión del Loto Blanco (1794–1804). En 1826, el sexto año del reinado del emperador Daoguang, Yang se unió a un ejército que marchó hacia el norte a Xinjiang para reprimir una rebelión liderada por el señor de la guerra althisari Jahangir Khoja. Por su destacado servicio durante la misión, fue recompensado con el título de Gran Tutor del Príncipe Heredero ( Tàizǐ Tàifù , 太子 太傅).
Los ascensos se acumularon y en 1839 Yang había conseguido numerosos títulos, que incluían el de Comandante militar de Cantón y Guangxi, así como el de gobernador provincial de Gansu, y posteriormente virrey de Zhili, de Hunan y de Sichuan.
Cuando estalló la primera guerra del Opio en 1839, el Comisario Imperial Lin Zexu y el virrey de Liangguang, Deng Tingzhen, estaban decididos a hacer frente a los británicos. Ante el temor a un conflicto y entendiendo que Liin Zexu se había excedido en su mandato de erradicar el tráfico de opio provocando una guerra, la Corte Imperial cesó a Lin Zexu en 1840 y nombró a Qishan sucesor, al tiempo que nombraba a Yang Fang y a Long Wen (隆 文) agregados ministeriales ( Cānzàn Dàchén , 參贊大臣). Qishan buscó un compromiso con los británicos, al tiempo que desguarnecía las defensas del Río de las Perlas preparadas por el almirante Guan Tianpei a fin de demostrar a los británicos sus intenciones pacíficas. Esto permitió a los británicos tomar varias fortalezas defensivas en el delta del Río de las Perlas y amenazar Cantón. En vez de tomar Cantón, la escuadra británica, fortalecida por la llegada de más tropas desde el Reino Unido, se dividió en dos, y una parte se dirigió al norte, donde capturaron Amoy en el verano de 1840, y amenazaron los Fuertes de Taku, que daban acceso a Tientsin y, por extensión, Pekín. Qishan se entrevistó con el Plenipotenciario británico Charles Elliot, y negoció con el mismo el fallido armisticio de la Convención de Chuenpi, firmada en enero de 1841 y por medio de la cual China cedía Hong Kong a los británicos y accedía a compensar económicamente a los narcotraficantes británicos.
Yan Fang no estaba de acuerdo con la Convención de Chuenpi firmada por Qishan y por Charles Elliot, y el 5 de marzo de 1841 llegó a Cantón con mil soldados de Hunan. El emperador Daoguang y el gobierno británico también renegaron de la convención, y en abril de 1841 las hostilidades habían vuelto a empezar, con Yang Fan y Yijing a cargo de la defensa de Cantón. A los 71 años y tan sordo que la comunicación con él tenía que ser por escrito, Fang dirigió a las tropas chinas durante segunda batalla de Cantón, que terminó con la derrota china y con más negociaciones; los británicos lograron reabrir el comercio de Cantón y Yang Fan accedió a retirar sus tropas. Yang Fang fue reprendido posteriormente por el emperador por aceptar una tregua en lugar de resistir. Yang Fang permaneció en Cantón hasta que una caída de su caballo lo obligó a regresar a Hunan para recuperarse. En 1843, Daoguang lo obligó a jubilarse. Su carrera había abarcado más de 50 años y, aparte de sus hazañas militares, había seguido siendo un incansable escritor, poeta y calígrafo.